# Leucotabanus ambiguus
Leucotabanus ambiguus är en tvåvingeart som beskrevs av Stone 1938. Leucotabanus ambiguus ingår i släktet Leucotabanus och familjen bromsar. Inga underarter finns listade i Catalogue of Life.